# Saint-Gengoux-de-Scissé
Saint-Gengoux-de-Scissé é uma comuna francesa na região administrativa de Borgonha-Franco-Condado, no departamento Saône-et-Loire. Estende-se por uma área de 10,98 km². Em 2010 a comuna tinha 606 habitantes (densidade: 55,2 hab./km²).